# Sneeztem of a Yawn
Sneeztem of a Yawn is een single van de Italiaanse comedy-metalband Nanowar of Steel, afkomstig van de heruitgave van het album Stairway To Valhalla. De naam is een woordspeling op de naam van de band System of a Down en verwijst naar enkele symptomen van COVID-19 (niezen, hoesten en vermoeidheid).
Het nummer wordt gekenmerkt door de bewust vage zang met gecodeerde teksten in de coupletten en het refrein dat slechts bestaat uit op de maat niezen en hoesten.

## Achtergrond en beschrijving
Sneeztem of a Yawn werd op 15 mei 2020 uitgebracht. Zowel de titel als het refrein verwijzen naar enkele symptomen van COVID-19. Het nummer is dan ook een parodie op de coronacrisis. In de coupletten wordt bewust vaag gezongen, waardoor er geen echte tekst hoorbaar is. In de videoclip staat onder in beeld wel een songtekst, bestaande uit gecodeerde teksten met verwijzingen naar bekende personen die achter de coronacrisis zouden zitten (onder meer Yngwie Malmsteen en Bruno Mars). Ook wordt gesuggereerd dat het een inside job zou zijn en wordt verwezen naar complottheorieën (onder meer de 5G-complottheorie die op sociale media rondging). Ook wordt Knopparp genoemd, een IKEA-product, wat een verwijzing is naar de vorige single Valhalleluja.

## Videoclip
In de videoclip is te zien hoe de bandleden hun tijd thuis doorbrengen in verband met de gedwongen isolatie naar aanleiding van de coronacrisis. Daarbij worden alledaagse activiteiten uitgebeeld, zoals koken en stofzuigen, maar ook wordt geniest en gehoest, met name door zanger Carlo Alberto Fiaschi. In tegenstelling tot de vorige twee singles ging dit nummer niet viral op YouTube.
- MusicBrainz work: 1d1ec9ff-583b-4367-b24a-44a939ec45dd